# Отряд самоубийц: Миссия навылет
«Отряд самоубийц: Миссия навылет» (англ. The Suicide Squad) — американский супергеройский фильм, основанный на одноимённых комиксах издательства DC Comics. Картина, которая выпущена компанией Warner Bros. Pictures, задумана как самостоятельный сиквел к «Отряду самоубийц» (2016) и является десятым по счёту фильмом из Расширенной вселенной DC. Режиссёром и сценаристом фильма выступил Джеймс Ганн, а актёрский состав возглавляют Марго Робби, Идрис Эльба, Джон Сина, Юэль Киннаман, Дэвид Дастмалчян, Даниэла Мелшиор, Питер Капальди, Сильвестр Сталлоне и Виола Дэвис.
Дэвид Эйер вновь должен был стать режиссёром сиквела «Отряда самоубийц», но тот покинул пост в пользу ленты «Сирены Готэм-сити» в декабре 2016 года. На место режиссёра руководство Warner Bros. рассматривало множество кандидатур, прежде чем в сентябре 2017 года режиссёром был назначен Гэвин О’Коннор. К октябрю 2018 года он покинул проект, и Warner Bros. пригласила Ганна на должность режиссёра проекта после того, как Disney и Marvel Studios уволили его с поста режиссёра фильма «Стражи Галактики. Часть 3». Он черпал вдохновение из военных фильмов и комиксов об «Отряде самоубийц» 80-х годов, причём режиссёр решил задумать историю о новых персонажах и не продолжать сюжетную линию экранизации 2016 года, хотя некоторые из актёров из первого фильма также присутствуют. Съёмки стартовали в сентябре 2019 года в Атланте, а закончились в феврале 2020 года в Панаме.
В Великобритании фильм вышел в прокат 30 июля 2021 года. В США фильм вышел в прокат 5 августа, в тот же день он стал доступен на стриминг-сервисе HBO Max в течение месяца. В СНГ фильм вышел в прокат также 5 августа. Фильм получил положительные отзывы критиков, критики высоко оценили режиссуру Ганна, визуальный стиль и дерзкий юмор, при этом многие отметили, что фильм является значительным улучшением по сравнению с предшественником. Несмотря на довольно высокие рейтинги, фильм провалился в прокате, собрав более $167,4 млн во всём мире при бюджете в $185 млн. Однако, причиной этому стало то, что фильм одновременно вышел на стриминг-сервисе в условиях пандемии. Телесериальный спин-офф, сериал «Миротворец», с Синой в главной роли, дебютировал на HBO Max в январе 2022 года.

## Сюжет
По приказу Аманды Уоллер заключённые тюрьмы Белль-Рив отправляются на островное государство Корто Мальтезе, чтобы уничтожить «Йотунхейм» — тюрьму нацистской эпохи и лабораторию, в которой содержатся политические заключённые, а также проводятся эксперименты. Мыслитель работает с правительством Корто Мальтезе в качестве главного учёного лаборатории, курирующего проект «Морская звезда».
Миссия начинается с того, что члены Оперативной группы X — Харли Квинн, Рик Флаг, Капитан Бумеранг, ТДК, Монгал, Джавелин, Савант, Блэкгард и Ласка высаживаются в море у побережья Корто Мальтезе, чтобы отправиться в ту самую лабораторию. Ласка не умеет плавать и тонет, Савант предпринимает попытку спасти его. Блэкгард пытается продать команду военным Корто Мальтезе, но его убивают на месте. За ним погибают Монгал, Капитан Бумеранг и Джавелин. Савант поворачивает назад, но Аманда Уоллер активирует взрывчатку в нём. Харли и Рик Флаг — единственные достоверно выжившие. Квинн захватывает местная армия, а вот Флагу удаётся сбежать. Тем временем Бладспорт, Король Акул, Крысолов 2, Человек-в-горошек и Миротворец прибывают на другой из пляжей острова и получают указание найти и спасти Рика. Новый отряд справляется с миссией, а после убеждает повстанческую фракцию острова во главе с Сол Сорией объединить усилия, чтобы уничтожить «Йотунхейм» и отстранить от власти президента Корто Мальтезе — Сильвия Луну.
Харли везут во дворец президента, чтобы встретиться с Луной, и выясняется, что он хочет, чтобы Харли стала его партнёром. После короткой интрижки Луна делает Харли предложение и объясняет свои планы использовать Йотунхейм для пыток политических диссидентов. В ответ Харли стреляет и убивает его. Впоследствии её арестовывают и пытают люди Луны.
Тем временем остальная часть Отряда наблюдает за ночным клубом, ожидая прибытия Мыслителя, чтобы использовать его для проникновения в Йотунхейм. Вскоре после его прибытия солдаты Луны совершают налёт на клуб в поисках команды. Крысолов 2 и Человек-в-горошек уходят вместе с Мыслителем, в то время как Флаг, Бладспорт и Миротворец создают отвлекающий манёвр, сдаваясь солдатам. Во время транспортировки один из солдат говорит им, что Харли жива и её допрашивает преемник Луны, генерал Суарес. Затем им удаётся сбежать, убив солдат в грузовике и уничтожив конвой. Отряд воссоединяется, и они соглашаются спасти Харли, прежде чем возобновить миссию.
Вернувшись во дворец, генерал пытает Харли. Она убегает и продолжает убивать дворцовых охранников, наконец выходя и встречая остальную часть команды, которая направлялась во дворец, чтобы спасти её.
Отряд пробирается в Йотунхейм и начинает снаряжать здание взрывчаткой, в то время как армия режима окружает здание. Группа разделяется на две группы для выполнения своих задач. Харли, Бладспорт и Человек-в-горошек направляются на другие этажи, чтобы продолжить установку взрывчатки. На них нападают солдаты, и их бомбы срабатывают преждевременно. Когда здание начинает рушиться, Бладспорт отделяется от остальных, когда он падает вниз по зданию вместе с обломками. Флаг, Крысолов 2, Миротворец и Мыслитель тем временем находятся в подземной лаборатории, где находится предмет проекта «Морская звезда», инопланетянин Старро Завоеватель. Он находится в плену и подвергается пыткам со стороны Мыслителя. Мыслитель показывает, насколько ужасными были его эксперименты, а также как американское правительство играло большую роль в проекте. Возмущённый и чувствующий себя преданным, Флаг находит диск со всеми доказательствами проекта и угрожает выпустить его в прессу. Миротворец, действуя по приказу Уоллер, чтобы не дать дискам уцелеть, наводит пушку на Флага. Однако преждевременно сработавшие бомбы заставляют потолок лаборатории рухнуть и поглотить их. Завязывается драка между Флагом и Миротворцем. Когда обломки оседают, Старро освобождается от разрушения, захватывает Мыслителя, а затем убивает его. Крысолов 2 бежит и становится свидетелем того, как Миротворец убивает Флага. Миротворец видит, как она выбегает наружу, и гонится за ней. Когда он собирается застрелить Крысолова 2, Бладспорт падает с осыпающихся обломков и стреляет Миротворцу в шею.
Уцелевший отряд воссоединяется как раз в тот момент, когда Старро вырывается из лаборатории. В ужасе команда выбегает из разрушенного здания, в то время как Старро выпускает споры, которые прикрепляются к лицам солдат, контролируя их. Старро направляется к городу и сеет хаос. Уоллер связывается с командой, сообщая им, что миссия успешно завершена, так как они уничтожили лабораторию. Они наблюдают, как Старро разрушает город, и отказываются от приказа Уоллер отступить, вместо этого решив остановить Старро от убийства большего количества людей. Оставшаяся команда работает вместе, чтобы уничтожить Старро, хотя Человек-в-горошек умирает в бою. В последней и отчаянной попытке Крысолов 2 вызывает городских крыс, чтобы одолеть Старро и его подчинённых. Облегчённо вздохнув, команда перегруппировывается и начинает шантажировать Уоллер, требуя, чтобы она оставила их на свободе.
Первая сцена сразу после финального титра с названием фильма показывает, что Ласка жив. Он пришёл в себя на пляже и убежал в джунгли. Другая сцена между титрами показывает раненого Миротворца без сознания в больнице. Команда Уоллер навещает его и в разговоре с ним намекает на новые миссии.

## В ролях
- Марго Робби — Харли Квинн:
Сумасшедшая преступница и бывший психиатр[5]. Робби сказала, что фильм покажет новую сторону персонажа по сравнению с её предыдущими появлениями в Расширенной вселенной DC из-за того, что она находится в новом месте и окружена новыми персонажами[6]. Режиссёр Джеймс Ганн сравнил отношения Харли с Бладспортом с комедийным дуэтом Эбботта и Костелло, где Харли была Костелло[7]. Робби носит новый костюм, в котором представлена традиционная красно-чёрная цветовая палитра Харли, причём Ганн черпал вдохновение из костюма персонажа в видеоигре «Batman: Arkham City» (2011). Он хотел, чтобы на спине её куртки была надпись в «стиле мотоциклетной банды», и выбрал «Live fast, die clown» вместо других потенциальных вариантов «Clown AF» и «World's Best Grandpa»[8]. Ганн также убрал татуировку «Rotten» на лице Харли из предыдущих фильмов DCEU, потому что и ему, и Робби она не нравилась[9].
- Идрис Эльба — Роберт Дюбуа / Бладспорт:
Наёмник в технологически продвинутом костюме и с оружием, которое может использовать только он. После того, как его осудили за то, что он стрелял в Супермена пулей из криптонита, он сокращает свой тюремный срок, присоединившись к Оперативной группе X, чтобы воссоединиться со своей дочерью Тилой[10]. Ганн сказал, что каждый член Отряда самоубийц в фильме был вдохновлён различными жанрами кино[10], и описал Бладспорта как несентиментальное изображение героя 1960-х годов, вроде Стива Маккуина, без «моральных последствий» этих персонажей[7]. По сообщениям Эльба изначально должен был заменить Уилла Смита в роли Дэдшота, но персонаж был изменён на Бладспорта, чтобы позволить Смиту вновь вернуться к персонажу в будущем[11][12]; Ганн не изменил историю, которую он написал для Эльбы, и просто выбрал Бладспорта потому, что ему понравился персонаж в комиксах. Способность персонажа в комиксах проявлять оружие адаптирована в фильме в виде различных гаджетов и трансформирующего оружия, которые идут от его костюма[8].
- Джон Сина — Кристофер Смит / Миротворец:
Безжалостный, ура-патриотический убийца, который верит в достижение мира любой ценой[5][7][13]. Ганн сказал Сине не читать комиксы про Миротворца перед съёмками, и Сина изначально подошёл к роли с «угловатой личностью сержанта-инструктора в стиле „Цельнометаллической оболочки“», прежде чем Ганн сказал ему вести себя как «придурковатый, братский Капитан Америка»[14]. Ганн добавил, что персонаж как будто прямиком вышел из телесериалов 1970-х годов, таких как «Чудо-женщина»[10].
- Юэль Киннаман — полковник Рик Флаг:
Полевой командир Отряда самоубийц[5]. Киннаман сказал, что фильм был возможностью начать всё с чистого листа с этим персонажем, и сказал, что Флаг был более глуповатым, менее пресыщенным, более наивным и смешным по сравнению с первым «Отрядом самоубийц» (2016)[15].
- Дэвид Дастмалчян — Абнер Крилл / Человек-в-горошек[5][16] — жертва «неудачного эксперимента», ставший преступником в костюме, покрытый горошинами, которого Ганн описал как «самого нелепого персонажа DC всех времён» и надеялся превратить в трагического персонажа для фильма[17][18].
- Даниэла Мелшиор — Клео Казо / Крысолов 2[19] — грабитель банков, которую Ганн описал как «сердце фильма», которая унаследовала мантию «Крысолова» от своего отца. Она может управлять крысами и общаться с ними, и у неё есть крыса-питомец по имени Себастьян (голос — Ди Брэдли Бейкер)[8][17][20]
- Питер Капальди — Гай Гривз / Мыслитель[англ.]: Высокоинтеллектуальный мета-человек, который работает с правительством Корто Мальтезе над проектом «Морская звезда»[21][22].
- Сильвестр Сталлоне — голос Нанауэ / Короля Акул:
Гибрид-людоед рыбы и человека[20][23][24]. Стив Эйджи[англ.] разработал изображение Короля Акул в качестве дублёра на съёмочной площадке[25][26], причём персонаж был создан с помощью визуальных эффектов[27]. Ганн первоначально использовал дизайн молотоголовой акулы из комиксов, но счёл неудобным снимать персонажа с другими актёрами из-за того, что его глаза были по бокам головы[28] Ганн остановился на дизайне большой белой акулы, похожем на тот, который присутствует в мультсериале «Харли Квинн» (2019-наст. время), хотя это было совпадением, поскольку этот сериал был выпущен после начала съёмок «Отряда самоубийц»[26]. Ганн дал Королю Акул пивной живот, чтобы он меньше походил на млекопитающее[29], а также маленькие глаза, большой рот и маленькую голову, чтобы в нём не видели дизайн «милого антропоморфного зверя», который можно увидеть в популярных персонажах, таких как Малыш Грут из его фильмов «Стражи Галактики» и Малыш Йода из «Мандалорца»[30].
- Виола Дэвис — Аманда Уоллер: директор А.Р.Г.У.С.а[англ.], руководитель программы «Оперативная группа X»[21].

Также в фильме появляются: Джай Кортни в роли Джорджа «Диггера» Харкнесса / Капитана Бумеранга, ненормального вора, который использует бумеранги в качестве оружия. Кортни заявил, что в отличие от Рика Флага, Капитан Бумеранг не изменился со времён событий «Отряда самоубийц», будучи «тем же самым говнюком, про которого мы узнали в первом фильме. Он там, причиняет неприятности, как и следовало ожидать»; Майкл Рукер в роли Брайана Дёрлина / Саванта, компьютерного хакера и мстителя; Алисе Брага в роли Сол Сории, лидера повстанческой фракции в Корто Мальтезе; Пит Дэвидсон в роли Ричарда «Дика» Хертца / Блэкгарда, наёмника, которым легко манипулировать, чтобы разрушить его собственные планы; Нейтан Филлион в роли Кори Питцнера / «ТДК», ранее известного как Парень-Оторви-Руку, метачеловека, который может отделять руки от тела, чтобы использовать их в качестве оружия; Шон Ганн в роли Ласки, антропоморфной ласки, чьё изображение основано на коте Билле из «Bloom County» и которого Джеймс Ганн описал как «едва ли больше, чем животное… [которое] понятия не имеет, что происходит вокруг него»; Флула Борг в роли Гюнтера Брауна / Копья, бывшего олимпийского спортсмена, владеющего дротиками в качестве оружия; и Мэйлин Ын в роли Монгал, инопланетного массового убийцы с тенденциями к геноциду. Старро Завоеватель появляется как один из антагонистов фильма, общающийся посредством некоторых персонажей, которыми он управляет, используя мини продолжения самого себя.
В дополнение к изображению Короля Акул на съёмочной площадке, Стив Эйджи также играет Джона Экономоса, начальника тюрьмы Бель Рив и помощника Уоллер. Также в фильме появляются Хуан Диего Ботто в роли Сильвио Луны, диктатора Корто Мальезе; Хоакин Косио в роли Матео Суареса, генерал-майора Корто Мальтезе; Херардо Давила в роли Веры, генерала Корто Мальтезе; Сторм Рид в роли Тилы, дочери Бладспорта; Хулио Руис в роли Милтона, сообщника Оперативной группы X; Тинаше Кайесе в роли Фло Кроули; Дженнифер Холланд в роли Эмилии Харкорт, помощницы Уоллер; и Тайка Вайтити в роли первого Крысолова, отца Казо; Джон Острандер, создатель команды «Отряд самоубийц» 1980-х годов, повлиявшей на фильм, появляется в роли доктора Фитцгиббона, в то время как Стивен Блэкхарт исполняет небольшую роль пилота Бриско, а Ллойд Кауфман появляется в роли гостя вечеринки. Несколько злодеев из DC Comics появляются в эпизодических ролях в качестве заключённых Бель Рив, в том числе: Шон Ганн в роли Календарного человека, Наталья Сафран в роли Калейдоскопа и Джаред Лиланд Гор в роли Двойника. Пом Клементьефф, которая исполняет роль Мантис в фильме Ганна «Стражи Галактики. Часть 2» и нескольких других фильмах Кинематографической вселенной Marvel, появляется в роли танцовщицы в ночном клубе.

## Производство

### Разработка
Продолжение «Отряда самоубийц» (2016) ожидалось в марте 2016 года, ещё до выхода первого фильма в августе, причём режиссёр Дэвид Эйер и актёр Уилл Смит, как ожидалось, должны были вернуться и начать съёмки в 2017 году после того, как они завершат работу над фильмом «Яркость» (2017). В следующем месяце Эйер сказал, что первый фильм получил рейтинг PG-13, потому что студия изначально задумывала его таким, и что рейтинг R необходимо планировать с начала производства. Он сказал, что стоит «лоббировать» создание сиквела с рейтингом R, так как он чувствовал, что у первого фильма уже есть «преимущество» и «отношение» фильма с рейтингом R. После выхода «Отряд самоубийц» получил смешанные отзывы и у него, как сообщалось, производство было сложным, но фильм собрал достаточно денег, чтобы Warner Bros. Pictures ускорило разработку продолжения. В декабре также разрабатывалось несколько спин-оффов, в том числе один с участием Смита в роли Дэдшота. Дальше всех продвинулся проект «Сирены Готэм-Сити», в котором Марго Робби планировала появиться в роли Харли Квинн. В то время Эйер был назначен режиссёром и продюсером этого фильма.
Warner Bros. начали искать нового режиссёра для «Отряда самоубийц 2», и к середине февраля 2017 года вели переговоры с Мелом Гибсоном. Также на пост режиссёра рассматривались Рубен Флейшер, Даниэль Эспиноса, Джонатан Левин и Дэвид С. Гойер. Месяц спустя Адам Козад вступил в переговоры по поводу написания сценария к фильму, и на тот момент в проекте всё ещё не было режиссёра. Также говорилось, что это было приоритетным для Warner Bros. Задержки со сценарием привели к тому, что запланированное начало съёмок было перенесено на середину 2018 года, после чего Гибсон покинул проект. В начале июля Жауме Кольет-Серра стал новым фаворитом на роль режиссёра, и к тому времени Зак Пенн представил Warner Bros. новый набросок сюжета для фильма, и Смит и Робби были готовы вернуться к своим ролям. Пенн написал черновик нового сценария для фильма в качестве одолжения студии. Позже в июле Кольет-Серра был нанят для режиссуры диснеевского «Круиза по джунглям» (2021) и отказался от режиссуры «Отряда самоубийц 2», решив, что он скорее создаст новую историю, чем продолжит существующую франшизу.
В августе ожидалось, что Джаред Лето вновь исполнит роль Джокера из первого фильма, в то время как сообщалось, что производство не начнётся, пока Смит не завершит свою работу над фильмами «Аладдин» (2019) и «Гемини» (2019) в конце 2018 года. В следующем месяце Гэвин О’Коннор был нанят в качестве режиссёра и сосценариста фильма вместе со своим партнёром-сценаристом Энтони Тамбакисом, основываясь на его собственном видении. Персонаж Чёрный Адам, как сообщалось, был главным злодеем в сценарии О’Коннора, и Дуэйн Джонсон уже был прикреплён к этой роли для DC Films. Майкл Де Лука присоединился к фильму в качестве продюсера в январе 2018 года, работая с продюсером первого фильма Чарльзом Ровеном. В июне Дэвид Бар Кац и Тодд Стэшвик писали сценарий к фильму вместе с О’Коннором, и к сентябрю они завершили свой вариант сценария. К началу октября О’Коннор покинул фильм, чтобы сосредоточиться на фильме «Вне игры» (2020). Как сообщалось, это было вызвано разочарованием из-за того, что Warner Bros. уже работало над «Хищными птицами» (2020), новым спин-оффом про Харли Квинн с историей очень похожей на ту, которую он написал для «Отряда самоубийц 2». К тому времени Джо Манганьелло был прикреплён к четырём или пяти запланированным версиям фильма, причём его персонаж из «Лиги справедливости» (2017) Детстроук должен был сражался с Дэдшотом, но в конечном итоге от обоих персонажей отказались.

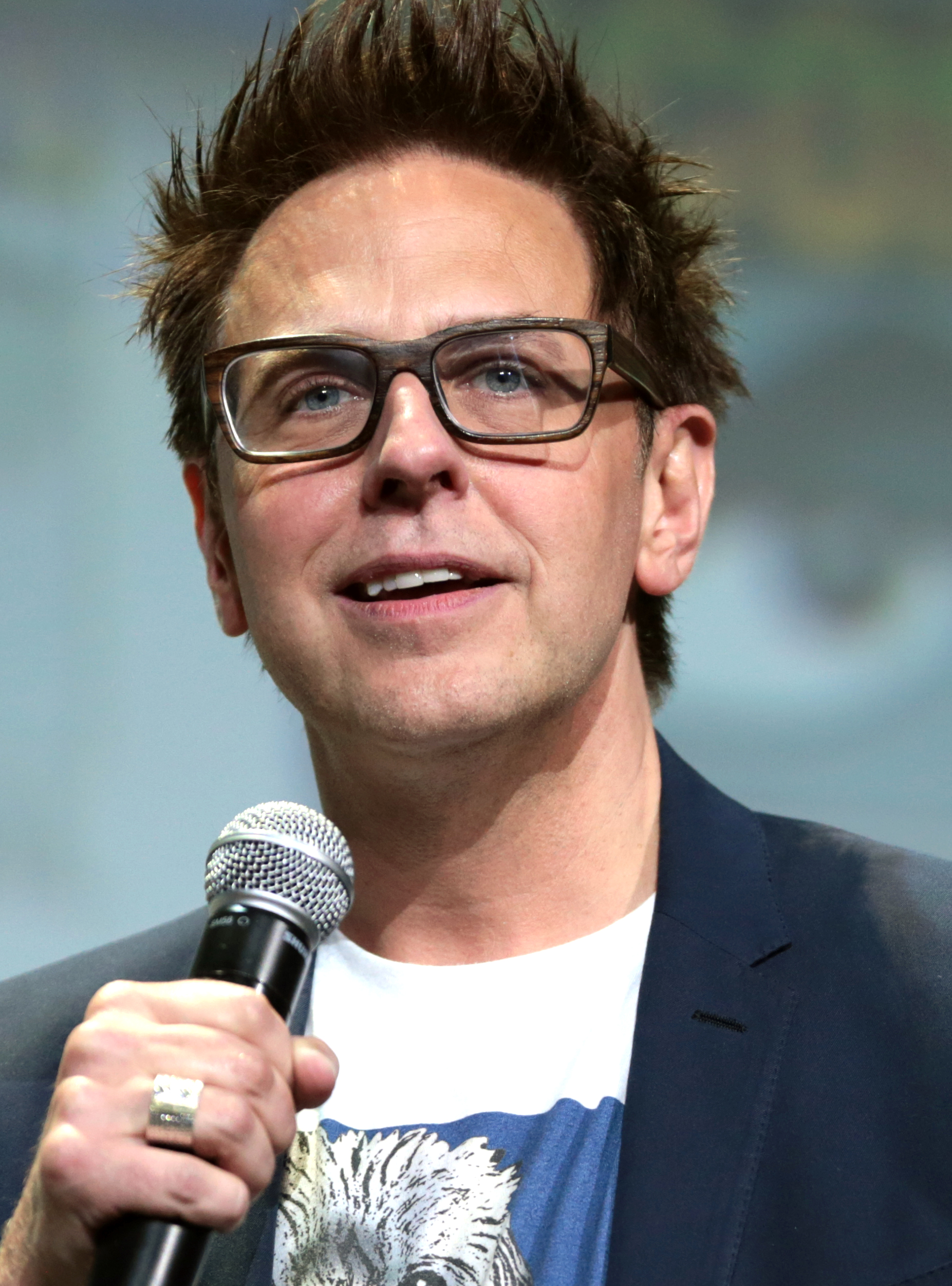
Джеймс Ганн, сценарист и режиссёр «Отряда самоубийц: Миссии навылет»

В октябре 2018 года Джеймс Ганн был нанят в качестве сценариста и, возможно, режиссёра следующего фильма про Отряд самоубийц. Его сделка с Warner Bros. состоялась после завершения его соглашения о выходе с The Walt Disney Company, после того как Disney и Marvel Studios уволили его с должности режиссёра фильма «Стражи Галактики. Часть 3» (2023) в июле 2018 года, когда консервативные комментаторы начали распространять старые спорные твиты, которые он опубликовал. Warner Bros. заинтересовалась в том, чтобы нанять Ганна в качестве режиссёра фильма из Расширенной вселенной DC (DCEU) сразу после его увольнения из Disney и попросила его снять новый фильм о Супермене. Ганн не был уверен, хочет ли он взяться за Супермена, поэтому Warner Bros. сказала ему, что он может адаптировать любую собственность DC, которая ему понравится. Он решил снять фильм про Отряд самоубийц, вспомнив, что это была единственная собственность DC, которую он мечтал адаптировать и завидовал, когда фильм «Отряд самоубийц» Эйера показал хорошие результаты. Эйер поддержал то, что Ганна взяли на работу, назвав это «смелым и умным шагом», и назвал его «подходящим человеком для этой работы». Дэйв Батиста, который снимался в фильмах Ганна про Стражей Галактики, выразил заинтересованность в том, чтобы появиться в его фильме про Отряд самоубийц.
На следующий день после того, как Warner Bros. наняла его, Disney решила восстановить Ганна в должности режиссёра фильма «Стражей Галактики. Часть 3». Он обсудил свои новые обязательства перед DCEU с президентом Marvel Studios Кевином Файги, который призвал его «сделать отличный фильм» и согласился отложить производство «Стражей» до тех пор, пока Ганн не завершит работу над продолжением «Отряда самоубийц». В январе 2019 года фильм был официально назван «Отряд самоубийц» и должен был выйти в прокат 6 августа 2021 года. Название было предложено Ганном в шутку, но руководителям Warner Bros. оно понравилось. В то время Ганн вёл переговоры о режиссуре фильма, который был описан как перезапуск, а не прямое продолжение, который направит франшизу в новом направлении и в котором будет присутствовать в основном новый актёрский состав. Ровен и Питер Сафран были назначены продюсерами, а Зак Снайдер и Дебора Снайдер — исполнительными продюсерами. Сафран настаивал на том, чтобы Ганн взялся за проект, чувствуя, что нет лучшего режиссёра, чем он, чтобы «собрать разрозненную группу аутсайдеров на миссию».

### Пре-продакшн
Мы действительно хотели убедиться, что он стоит на своих собственных ногах. Итак... это не продолжение, но есть некоторые персонажи, которые были в первом фильме, верно? Так что на самом деле это тоже не полная перезагрузка. Поэтому мы просто называем его «Отряд самоубийц» Джеймса Ганна.
Одна из первых вещей, которую сделал Ганн, обсуждая фильм с Warner Bros., это впервые посмотрел первый «Отряд самоубийц». Студия сказала, что он может взять или отбросить любые элементы, которые захочет, из первого фильма, но они надеялись, что он вернёт Робби в роли Харли Квинн. Когда его спросили, будет ли его фильм продолжением или перезагрузкой, Ганн описал его как «самостоятельную вещь» и сказал, что это не будет противоречить первому «Отряду самоубийц». Сафран добавил, что второй «Отряд самоубийц» не будет открыто затрагивать события первого фильма или «Хищных птиц». Ганн признал отрицательный приём первого фильма, но сказал, что в нём были аспекты, которые он любил, и защищал выбор Эйера в кастинге; первым решением, которое Ганн принял в новом фильме, было вернуть Робби, а также Виолу Дэвис в роли Аманды Уоллер.
Ганн быстро подготовил несколько черновиков сценария, от которых Warner Bros. были «в полном кайфе». Он черпал вдохновение из оригинальных комиксов Джона Острандера 1980-х годов про Отряд самоубийц, но описал свой сценарий скорее как продолжение в том же духе, что и эти комиксы, а не как адаптацию. Его привлёк взгляд Острандера на них, потому что речь шла о «кучке неудачников, суперзлодеев второго сорта», и почувствовал воодушевление, найдя лучших персонажей для своей истории, даже если «многие из них неудачники». Ганн отметил, что одним из главных различий между этим фильмом и фильмами серии «Стражи Галактики» было то, что будет неясно, окажутся ли некоторые члены Отряда самоубийц хорошими или плохими в фильме, в отличие от Стражей Галактики, которые явно хорошие, несмотря на их недостатки. Ганн сказал Warner Bros. что он будет режиссёром фильма только в том случае, если он получит рейтинг R, на что студия изначально «отказалась», но в конечном итоге согласилась. Сафран назвал «Отряд самоубийц» «жестоким военным фильмом 1970-х годов в сочетании с блеском персонажей и комедии Джеймса Ганна», в то время как Ганн сказал, что это супергеройская версия «Грязной дюжины» (1967). На Ганна также повлияли фильмы «Большой побег» (1963), «Куда не долетают и орлы» (1968) и «Герои Келли» (1970).
27 февраля 2019 года выяснилось, что Смит больше не является членом актёрского состава фильма из-за проблем с расписанием. Съёмки должны начаться в Атланте, Джорджия, в сентябре того же года. 1 марта Ганн встретился с Идрисом Эльбой, чтобы обсудить его участие в фильме, как сообщалось, в качестве замены Смита в роли Дэдшота. Эльба был единственным выбором Ганна на эту роль, и он написал сценарий, держа Эльбу в голове; Ганн редко делает это для актёров, которых он не встречал. Эльба согласился присоединиться к фильму во время этого разговора, так как он хотел работать с Ганном и чувствовал себя «настолько тронутым и польщённым, что кто-то из талантов [Ганна] действительно хотел работать с ним». Эльба вёл официальные переговоры на следующей неделе. В тот момент ожидалось, что Рик Флаг Джоэла Киннамана вернётся из первого фильма, хотя в сценарии Ганна в основном фигурировали персонажи DC Comics, которые не были в первом «Отряде самоубийц». Позже в том же месяце Джай Кортни рассказал, что он вернётся в роли Капитана Бумеранга из первого фильма, и сказал, что второй «Отряд самоубийц» будет забавным, но будет отличаться от предыдущей версии. В апреле было подтверждено, что Дэвис вернётся, и творческая команда фильма решила, что Эльба сыграет нового персонажа, а не Дэдшота. Это решение было принято после нескольких недель обсуждений, в которых участвовали Ганн и Эльба, чтобы проявить уважение к Смиту и предоставить ему возможность вернуться к этой роли в будущем. Эльба позже заявил, что Ганн никогда не собирался брать его на роль Дэдшота.
Первым новым персонажем, которого Ганн добавил в список Отряда самоубийц, был Король Акул, который должен был появиться в первом фильме, прежде чем его заменили на Убийцу Крока. Ганн стремился включить животное в команду и выбрал Короля Акул, потому что ему нравилась концепция людоедского гибрида рыбы и человека. Ганн писал персонажа, держа в голове Сильвестра Сталлоне, но протестировал трёх других актёров озвучки, прежде чем попросить Сталлоне присоединиться к фильму. Сталлоне согласился озвучить персонажа из-за его опыта работы с Ганном над фильмом «Стражи Галактики. Часть 2» (2017). Другие новые персонажи, добавленные Ганном, включают Человека-в-Горошек, Миротворца и женскую версию Крысолова. Ганн хотел взять Батисту на роль Миротворца, но у актёра возник конфликт с расписанием фильма «Армия мертвецов» Зака Снайдера.(2021). В конце апреля Джон Сина вступил в переговоры о роли в фильме, которой, как считалось, был Миротворец, поскольку Ганн хотел работать с Синой с тех пор, как увидел его выступление в фильме «Девушка без комплексов» (2015), и некоторое время искал подходящую роль. Сина предпринял множество неудачных попыток присоединиться к DCEU до своего участия в этом фильме Дэвид Дастмалчян и Даниэла Мелшиор получили соответствующие роли Человека-в-Горошек и Крысолова 2, причём Мелшиор пришлось пройти тест на взаимодействие с живыми крысами, прежде чем взять её на роль, так как её персонаж управляет крысами в фильме. Сторм Рид получила роль дочери персонажа Эльбы в июле 2019 года, а в августе к фильму присоединились Флула Борг, Нейтан Филлион и Стив Эйджи. Филлион и Эйджи оба сыграли роли в некоторых предыдущих фильмах Ганна, и первоначально считалось, что Эйджи будет изображать Короля Акул. Также в августе Тайка Вайтити вступил в переговоры, чтобы получить роль в фильме. Питер Капальди присоединился к актёрскому составу в начале сентября, когда Пит Дэвидсон вёл переговоры о том, чтобы появиться в качестве камео во время перерыва в от своей работы в «Saturday Night Live».
11 сентября, ещё до начала съёмок в том же месяце, состоялась читка сценария фильма с полным актёрским составом. Ганн позже объявил полный основной актёрский состав и персонажей фильма: Дастмалчян в роли Человека-в-Горошек, Сина в роли Миротворца, Кортни в роли Капитана Бумеранга, Хоакин Косио в роли Суареса, Филлион в роли «ТДК», Киннаман в роли Рика Флэга, Мэйлин Ын в роли Монгал, Борг в роли Копья, его брат Шон Ганн в роли Ласки, Хуан Диего Ботто в роли Сильвио Луны, Рид в роли Тилы, Дэвидсон в роли Блэкгарда, Вайтити в роли первого Крысолова, Алисе Брага в роли Сол Сории, Эйджи, Тинаше Кайесе в роли Фло Кроули, Мелшиор в роли Крысолова 2, Капальди в роли Мыслителя, Хулио Руис в роли Милтона, его девушка Дженнифер Холланд в роли Эмилии Харкорт, Дэвис в роли Уоллер, Эльба в роли Бладспорта, Робби в роли Квинн и его частый сотрудник Майкл Рукер в роли Саванта. Эйджи был дублёром для Короля Акул на съёмочной площадке, и он также исполняет роль Джона Экономоса, надзирателя тюрьмы Бель Рив. Другие персонажи, которых рассматривали для фильма, включают Спортмастера, Сварщика собаки, Бэт-Майта, Электру, Панча и Ювелирку, Чёрного паука, Детстроука, Мен-Бэта, Пластик, Химо, КГБиста, Соломона Гранди, Радужную тварь, Ганхоука, Нокаут, Убийцу Мороз, Мистера Фриза и Чёрную Манту Яхьи Абдул-Матина II из «Аквамена» (2018), но Ганн чувствовал, что все персонажи, которых он решил использовать, лучше всего подходят для сюжета этого фильма. Он не рассматривал возможность использовать Джокера, потому что чувствовал, что Аманда Уоллер не будет использовать персонажа, и решил не использовать Человека-воздушного змея, потому что он чувствовал, что персонаж уже стал кульминацией в комиксах и не будет чувствоваться свежим для фильма. Ганн также избегал таких персонажей, как Бронзовый Тигр и Катана, так как они антигерои, а не злодеи. Он выбрал Старро в качестве одного из главных антагонистов, потому что он посчитал этого персонажа смешным и всё же «чертовски страшным», что отражало то, чего он пытался достичь с помощью фильма. DC позволило Ганну убить любого из персонажей фильма, и ему пришлось игнорировать потенциальную негативную реакцию из-за убийства персонажей, чтобы расставить приоритеты в развитии естественной истории и персонажей.

### Съёмки
Съёмочный период начался 20 сентября 2019 года на студии Pinewood Atlanta Studios в Атланте, Джорджия. Генри Брэм выступил в качестве оператора, до этого выступив в этой должности в фильме Ганна «Стражей Галактики. Часть 2». Художник-постановщик Бет Микл сказала, что Ганн хотел, чтобы фильм был «серым, тусклым и монотонным», пока персонажи не прибудут в Корто Мальтезе, который, как он хотел, должен будет «пестрить в цвете», как Панама и Гавана. Микл черпала особое вдохновение для цветовой палитры острова из Колона, Панама. Файги и сопредседатель Marvel Studios Луис Д’Эспозито посетили съёмочную площадку во время съёмок. Ганн предпринял несколько мер предосторожности, чтобы попытаться избежать утечки деталей о фильме, таких как упоминание персонажа Эльбы в сценарии и на съёмочной площадке как «Линчевателя», чтобы предотвратить раскрытие его реальной роли, а также не давать некоторым актёрам страницы сценария после смерти их персонажа.
Ганн сказал, что в фильме были показаны самые большие декорации, когда-либо построенные для фильма Warner Bros., причём Микл построила декорацию размером с три футбольных поля за пределами Йотунхейма, где снималась финальная битва. Также была построена съёмочная площадка «джунглей размером со склад», в которой была бамбуковая клетка глубиной 8 футов (2,4 м). Ганн также сказал, что в фильме использовалось больше практических эффектов, чем в любом другом фильме-блокбастере по комиксам, причём спецэффекты на съёмочной площадке были предоставлены Дэном Судиком и Legacy Effects. Ганн выделил кадр в фильме, где Король Акул, который был создан с помощью визуальных эффектов, разрывает человека пополам, что было сделано практически с использованием спецэффектов и грима Постановщик трюков Гай Норрис был режиссёром второй группы для одной сцены в фильме. Ганн объяснил, что он редко использует режиссёров второй группы в своих фильмах и никогда не любил работать с ними, но ему понравился опыт работы с Норрисом Ожидалось, что съёмки в Атланте продлятся три месяца, прежде чем перейти на месяц в Панаму Съёмки завершились 28 февраля 2020 года.

### Постпродакшн
Монтажёрами фильма были Фред Раскин и Кристиан Вагнер. Раскин ранее работал вместе с Ганном над фильмами «Стражи Галактики» (2014) и «Стражи Галактики. Часть 2». Келвин Макилвейн был супервайзером визуальных эффектов для фильма, и визуальные эффекты были созданы компаниями Framestore, Weta Digital, Trixter, Scanline VFX и Cantina Creative. К апрелю 2020 года Ганн монтировал фильм у себя дома из-за пандемии COVID-19, которая, по его словам, не повлияла на постпродакшн или на дату выхода фильма в то время.
В декабре 2020 года Ганн сообщил, что монтаж финальной части фильма был завершён, и работа над оставшимися визуальными эффектами, звуком и музыкой продолжалась. Фильм был полностью закончен к началу февраля 2021 года, и Ганн сказал, что Warner Bros. не вмешивалась в его видение фильма и сделала лишь несколько незначительных замечаний по нему. Он добавил, что «Отряд самоубийц» был самым забавным фильмом, который он снял, что он приписал приоритету творчества над перфекционизмом, будучи в лучшем умственном и эмоциональном состоянии в своей карьере, имея «потрясающий» актёрский состав, съёмочную группу и поддерживающую студию, и чувствуя, что он был на пике своих режиссёрских способностей с фильмом.

## Музыка
В мае 2020 года Джон Мёрфи был назначен композитором для фильма. Тайлер Бэйтс, который сочинил музыку ко всем предыдущим фильмам Ганна, первоначально был прикреплён для написания партитуры для «Отряда самоубийц», но в конечном итоге покинул проект. Во время подготовки к производству Бэйтс написал музыку для Ганна, чтобы он использовал её на съёмочной площадке, как он ранее это сделал для Ганна в серии фильмов «Стражи Галактики». Сингл «Rain» от Grandson и Джесси Рейес из саундтрека к фильму был выпущен 22 июня 2021 года, и ожидается, что исполнители также внесут песни в альбом по отдельности. Сингл «So This Is The Famous Suicide Squad» из партитуры Мёрфи был выпущен 8 июля.

## Маркетинг
22 августа 2020 года было выпущено видео-приложение о съёмках фильма во время виртуального мероприятия DC FanDome. 6 декабря во время цифрового мероприятия Comic Con Experience CCXP Worlds состоялась дискуссия по фильму, на которой присутствовали Джеймс Ганн и члены актёрского состава. Там был представлен дизайн костюма Эльбы в роли Бладспорта.
Первый трейлер фильма был выпущен 26 марта 2021 года, и Алекс Маклеви из The A.V. Club похвалил его шутки и экшн. Он чувствовал, что всё в трейлере прекрасно отражает присущее Отряду самоубийц «диковинное веселье» из комиксов. Энтони Д’Алессандро из Deadline Hollywood посчитал, что трейлер имеет все торговые марки фильмов Ганна про Стражей Галактики, отмечая использование «ретро-хитового сингла» в лице «Dirty Work» группы Steely Dan, причём Джей Питерс из The Verge также получил «некоторые серьёзные флюиды „Стражей Галактики“» из трейлера. Д’Алессандро и Питерс сравнили его с недавно вышедшим фильмом DC «Лига справедливости Зака Снайдера» (2021) и отметили, что трейлер был гораздо более красочным и юмористичным, чем этот фильм. Маклеви, Дженнифер Биссет и Шон Кин из CNET, а также Шон О’Коннелл из CinemaBlend выделили Короля Акул и его сцены с рейтингом R. Трейлер просмотрели 150 миллионов раз в течение недели с момента его выхода, побив рекорд среди трейлеров для взрослых, который ранее принадлежал трейлеру фильма «Мортал Комбат» (2021).
В День смеха был выпущен трейлер онлайн после дебюта перед театральными показами фильма «Годзилла против Конга» (2021). В нём были представлены новые кадры, так как Ганн не просто хотел использовать слегка отредактированную версию трейлера для взрослых, как это обычно делается. Дженнифер Уэллетт из Ars Technica отметила, что новый трейлер был более мрачным и зловещим, чем версия для взрослых, без шуток и сцен с Королём Акул и с добавленными моментами персонажей персонажей. 22 июня основной актёрский состав фильма выпустил ещё один трейлер в рамках маркетингового трюка, в котором они сделали вид, что рано выпустили трейлер. Ганн и Warner Bros. также пошутили по поводу «раннего релиза» трейлера. В трейлере присутствует песня «Rain» от Grandson и Джесси Рейес, которая входит в саундтрек к фильму.

## Премьера
Warner Bros. Pictures выпустила фильм «Отряд самоубийц: Миссия навылет» в прокат в Великобритании 30 июля 2021 года, а затем 5 августа в России и США, где он также был доступен на стриминговом сервисе HBO Max в течение месяца, начиная с того же дня. Warner Bros. объявила о совместном театральном и стриминговом релизе в декабре 2020 года на фоне пандемии COVID-19.

## Реакция

### Кассовые сборы
В США и Канаде, по прогнозам, «Отряд самоубийц» соберёт около $30 миллионов в 4000 кинотеатрах в первые выходные, а также ещё $40 миллионов в мировом прокате. Он заработал $4,1 миллиона с предварительных просмотров в четверг вечером, что стало самым большим итогом для фильма с рейтингом R во время пандемии и немного превысило $4 миллиона, полученных «Хищными птицами».
За неделю до своего домашнего релиза фильм заработал $6,7 миллиона в пяти странах, в том числе $4,7 миллиона в Великобритании и $1,6 миллиона во Франции.

### Отзывы критиков
На сайте Rotten Tomatoes «рейтинг свежести» картины составляет 92 % со средней оценкой 7,6/10 на основе 256 отзывов. Консенсус критиков гласит: «„Отряд самоубийц“ претворён в жизнь необычайно искажённым видением сценариста и режиссёра Джеймса Ганна. Фильм является забавным и сюжетно быстрым сиквелом, который играет на жестоких и анархически сильных сторонах исходного материала». На сайте Metacritic у фильма 74 баллов из 100 на основе 49 критиков, что указывает на «в целом благоприятные отзывы». Зрители, опрошенные CinemaScore, дали фильму среднюю оценку «В+» по шкале от А+ до F, ту же оценку, что и первому фильму.
Кэти Райф из The A.V. Club поставила фильму оценку «В+» и сказала: «Теперь, когда фильмы о супергероях превратились из сомнительного развлечения для детей в глобальные события, которые проводятся с благоговейным почтением, пришло время кому-то прийти и хлопнуть шарик. Мясистый и возмутительный, дерзкий и сверхжестокий, „Отряд самоубийц“ делает это с улыбкой». В своей статье для «Variety» Оуэн Глейберман назвал фильм тем, чем «должен был быть первый „Отряд самоубийц“», и сказал, что «„Отряд самоубийц“ оживает с шипением, как полнометражный фильм по комиксам. В постановке есть хмурая разрушительная радость». Кларисса Лафри из The Independent также высоко оценила фильм и сочла его улучшением по сравнению с первым «Отрядом самоубийц», написав: «Чёткое и уверенное в себе видение Ганна, которое, по его словам, осталось нетронутым и в которое не вмешивалась студия, ставит „Отряд самоубийц“ рядом с самыми лучшими из современных фильмов о комиксах. Его фильм, который теперь поставляется с очень важным „The“ в начале своего названия, функционирует как продолжение и как новый старт». Брайан Труитт из «USA Today» дал фильму 3,5 звезды из 4 и сказал, что «„Отряд самоубийц“ превращает фильмы о супергероях в весёлое, кровавое и чрезвычайно безумное новое направление, но сценарист/режиссёр Джеймс Ганн всё ещё находит время, чтобы показать одного чудаковатого суперзлодея, который убеждается в том, что другой пристегнулся для полёта на самолёте, направляемого к верной гибели», а также сказал, что фильм «является кровавым чудом, которое взрывает супергеройский жанр». Джастин Чанг из «Los Angeles Times» заявил: «После уродливого, жестоко избитого „Отряда самоубийц“ 2016 года я не мог представить, что мне понравится — и едва мог переварить идею смотреть — другой фильм под названием „Отряд самоубийц“. Я рад, что оказался неправ», и назвал фильм «искуплением для Джеймса Ганна и DC». Ричард Тренхолм из CNET дал фильму положительный отзыв и похвалил его за его темы, написав: «Этот дерзкий фильм по комиксам затрагивает очень большие и серьёзные темы, бушуя против западного империализма, американской внешней политики и правительственного обмана, поскольку он обвиняет во вмешательстве в дела зарубежных стран. Представляя это пугающее бюрократическое зло, Аманда Уоллер предстаёт, возможно, самым ненавистным злодеем во вселенной DC — безусловно, самым холодным».
Алонсо Дюральде из TheWrap написал: «„Отряд самоубийц“ ни в коем случае не идеален, но, как и фильмы о Дэдпуле, он является демонстрацией того, что может произойти, когда фильму о супергероях разрешается быть весёлым, самосознательным и сардоническим, а также предаваться жестокому насилию, крови и мату. Последнее творение Ганна не лишено утомляющих моментов, но когда перечисленное появляется, оно появляется блестяще». Лия Гринблатт из «Entertainment Weekly» поставила фильму оценку «С+» и написала: «Сценарий, соответственно, дёргается и дёргается вместе с каким-то принудительно-праздничным ликованием, его растущее количество тел сталкивается с дурацкими шутками и звуковыми сигналами. Добрая половина шуток не срабатывает, но, в отличие от безрадостной каши его предшественника, версия Ганна, по крайней мере, празднует глупость». Питер Брэдшоу из «The Guardian» дал фильму три звезды из пяти и назвал его «длинным, громким, часто приятным и забавным фильмом, который поражает ваши глазные яблоки и барабанные перепонки и охватывает все базы[что?]».

### Награды
| Награда           | Дата церемонии | Категория                                      | Номинант(ы)                 | Результат | Прим.   |
| ----------------- | -------------- | ---------------------------------------------- | --------------------------- | --------- | ------- |
| «Золотой трейлер» | 22 июля 2021   | Лучший трейлер к летнему блокбастеру 2021 года | «No Problemo», Warner Bros. | Номинация | [ 164 ] |
| «Золотой трейлер» | 22 июля 2021   | Лучший трейлер к летнему блокбастеру 2021 года | «Rebellion», Warner Bros.   | Номинация | [ 164 ] |

## Будущее

### «Миротворец»
Завершая работу над «Отрядом самоубийц» во время пандемии COVID-19, Ганн начал писать сценарий к телесериальному спин-оффу, посвящённому происхождению Миротворца. В сентябре 2020 года HBO Max запросило прямой заказ на «Миротворца», причём Ганн написал сценарии ко всем восьми эпизодам и снял несколько эпизодов. Сина появляется в роли Кристофера Смита / Миротворца, а Эйджи и Холланд также возвращаются к своим соответствующим ролям Экономоса и Харкорт из фильма. Ганн и Сафран являются исполнительными продюсерами сериала, который должен дебютировать в январе 2022 года.

### Другое
В январе 2021 года Ганн сказал, что у него есть идеи для большего количества телевизионных спин-оффов «Отряда самоубийц», помимо «Миротворца». В июле того же года он сказал, что у него есть идеи для продолжения фильма, который пойдёт в другом направлении, чем просто создание новой команды Отряда самоубийц. В августе 2021 года Уолтер Хамада сказал, что Ганн вернётся, чтобы руководить другими проектами DC.